# Dasumia sancticedri
Dasumia sancticedri là một loài nhện trong họ Dysderidae.
Loài này thuộc chi Dasumia. Dasumia sancticedri được miêu tả năm 1978 bởi Brignoli.